# Vouzan
Vouzan is een gemeente in het Franse departement Charente (regio Nouvelle-Aquitaine) en telt 678 inwoners (1999). De plaats maakt deel uit van het arrondissement Angoulême.

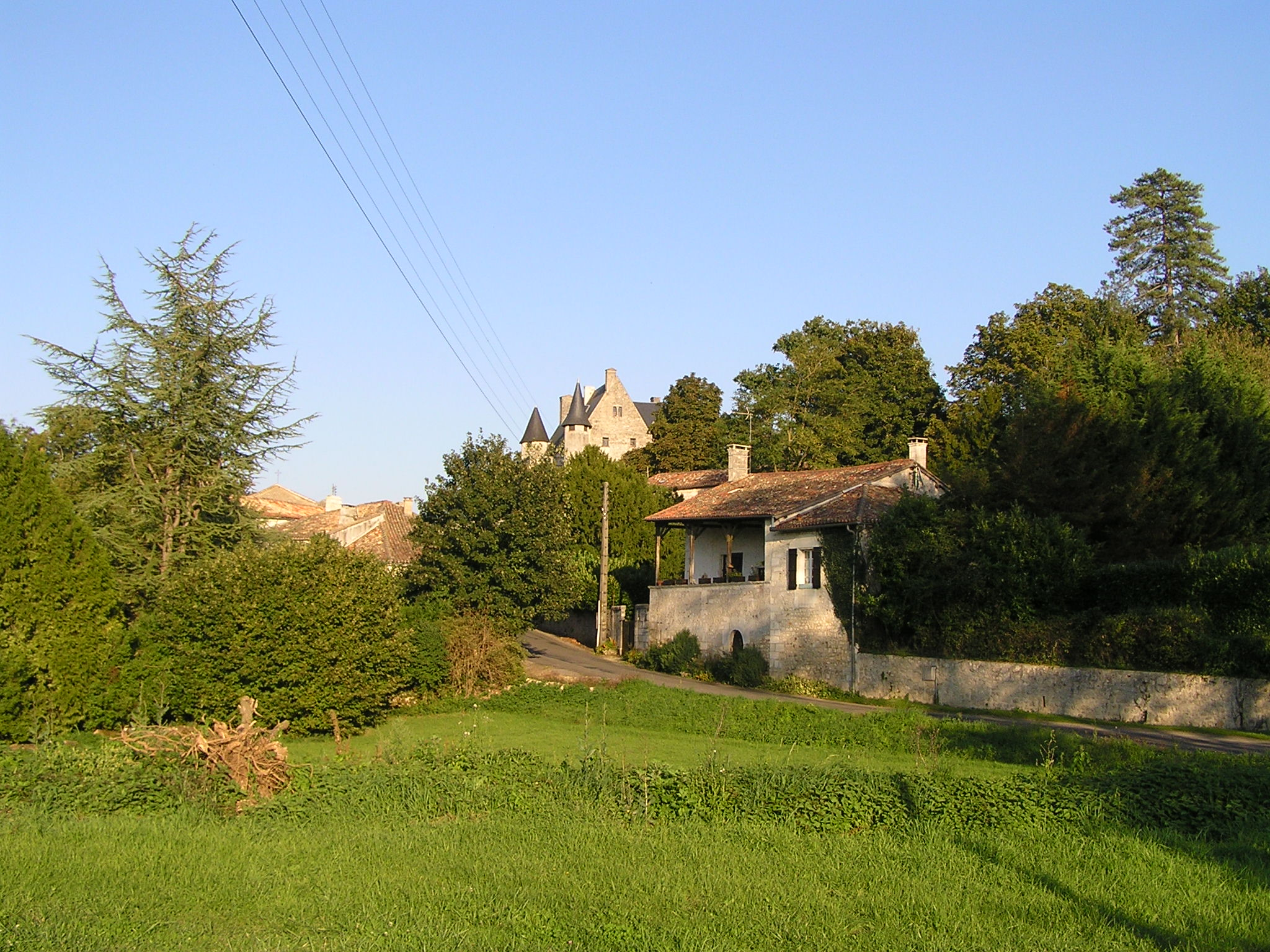

## Geografie
De oppervlakte van Vouzan bedraagt 16,4 km², de bevolkingsdichtheid is 41,3 inwoners per km².
De onderstaande kaart toont de ligging van Vouzan met de belangrijkste infrastructuur en aangrenzende gemeenten.

## Demografie
Onderstaande figuur toont het verloop van het inwonertal (bron: INSEE-tellingen).